# Hrádecký potok (přítok Manětínského potoka)
Hrádecký potok (též Luční potok nebo Brdský potok) je malý vodní tok v Rakovnické pahorkatině převážně v okrese Plzeň-sever. Je dlouhý 11,5 km, plocha jeho povodí měří 33,3 km² a průměrný průtok v ústí je 0,15 m³/s.
Podle Zeměpisného lexikonu potok pramení ve vsi Močidlec v nadmořské výšce 496 m n. m. Podle mapy však delší zdrojnice pramení v polích jižně od obce Pšov. Obě zdrojnice se setkávají v poli asi kilometr severovýchodně od Novosedel, odkud potok teče k jihovýchodu. Jižně od Stvolen protéká rybníkem Velký Pardous, ze kterého vytéká na jih k Hrádku. Jižně od vesnice ze tří stran obtéká ostrožnu s drobnými zbytky středověkého hrádku Brdo, na levém břehu mine ves Brdo a pokračuje necelé tři kilometry k Frantovu mlýnu, kde se v nadmořské výšce 366 m n. m. vlévá zleva do Manětínského potoka.